# Polycyrtus similis
Polycyrtus similis là một loài tò vò trong họ Ichneumonidae.